# Calamar (Bolívar)

Localização do município de Calamar no departamento de Bolívar

Calamar é um município da Colômbia no departamento de Bolívar.